# Corte d'appello di Catanzaro
Il distretto della Corte d'appello di Catanzaro è formato dai circondari dei Tribunali ordinari di Castrovillari, Catanzaro, Cosenza, Crotone, Lamezia Terme, Paola e Vibo Valentia. Costituisce una delle due Corti d'appello nel territorio della Regione Calabria.

## Storia
Gli organi giurisdizionali a Catanzaro risalgono al XVII secolo (Regia Udienza, 1606). Nel periodo napoleonico, con la riforma dell'ordinamento giudiziario del 1808 a Catanzaro fu istituito il Tribunale di appello (uno dei 4 del Regno), poi denominato Corte di Appello; con la Restaurazione e l'avvento del Regno delle Due Sicilie fu mantenuto l'organo di secondo grado (Gran Corte civile, 1817).
Con l'unità d'Italia, l'ufficio assunse nuovamente la denominazione di Corte d'appello.
Dal 1928 la Corte ha sede nell'edificio attuale, il Palazzo di Giustizia intitolato a Salvatore Blasco; i lavori di sopraelevazione furono effettuati dal 1952 al 1955.

## Competenza territoriale civile e penale degli uffici del distretto

Territorio del distretto di corte d'appello di Catanzaro

Le circoscrizioni territoriali sono aggiornate al testo della legge 27 febbraio 2015, n. 11 e dei decreti ministeriali 22 aprile 2015 e 27 maggio 2016.

## Tribunale di Castrovillari

### Giudice di pace di Cariati[4]
Cariati, Mandatoriccio, Pietrapaola, Scala Coeli, Terravecchia

### Giudice di pace di Castrovillari
Acquaformosa, Altomonte, Bocchigliero, Campana, Cassano all'Ionio, Castrovillari, Civita, Firmo, Francavilla Marittima, Frascineto, Laino Borgo, Laino Castello, Lungro, Morano Calabro, Mormanno, Mottafollone, Papasidero, San Basile, San Donato di Ninea, San Lorenzo del Vallo, San Sosti, Sant'Agata di Esaro, Saracena, Spezzano Albanese, Tarsia, Terranova da Sibari

### Giudice di pace di Corigliano Calabro[4]
Corigliano Calabro, San Giorgio Albanese

### Giudice di pace di Oriolo[4]
Alessandria del Carretto, Canna, Castroregio, Montegiordano, Nocara, Oriolo

### Giudice di pace di Rossano
Calopezzati, Caloveto, Cropalati, Crosia, Longobucco, Paludi, Rossano, San Cosmo Albanese, San Demetrio Corone, Santa Sofia d'Epiro, Vaccarizzo Albanese

### Giudice di pace di Trebisacce
Albidona, Amendolara, Cerchiara di Calabria, Plataci, Rocca Imperiale, Roseto Capo Spulico, San Lorenzo Bellizzi, Trebisacce, Villapiana

## Tribunale di Catanzaro

### Giudice di pace di Catanzaro
Albi, Amaroni, Amato, Andali, Argusto, Badolato, Belcastro, Borgia, Botricello, Caraffa di Catanzaro, Cardinale, Catanzaro, Cenadi, Centrache, Cerva, Chiaravalle Centrale, Cropani, Davoli, Fossato Serralta, Gagliato, Gasperina, Gimigliano, Girifalco, Guardavalle, Isca sullo Ionio, Magisano, Marcedusa, Marcellinara, Miglierina, Montauro, Montepaone, Olivadi, Palermiti, Pentone, Petrizzi, San Floro, San Pietro Apostolo, San Sostene, San Vito sullo Ionio, Santa Caterina dello Ionio, Sant'Andrea Apostolo dello Ionio, Satriano, Sellia, Sellia Marina, Sersale, Settingiano, Simeri Crichi, Sorbo San Basile, Soverato, Soveria Simeri, Squillace, Stalettì, Taverna, Tiriolo, Torre di Ruggiero, Vallefiorita, Zagarise

## Tribunale di Cosenza

### Giudice di pace di Acri
Acri, Bisignano

### Giudice di pace di Cosenza
Altilia, Aprigliano, Belsito, Bianchi, Carolei, Carpanzano, Castiglione Cosentino, Castrolibero, Cellara, Cerisano, Colosimi, Cosenza, Dipignano, Domanico, Figline Vegliaturo, Grimaldi, Luzzi, Malito, Mangone, Marano Marchesato, Marano Principato, Marzi, Mendicino, Panettieri, Parenti, Paterno Calabro, Pedivigliano, Piane Crati, Pietrafitta, Rende, Rogliano, Rose, San Fili, San Pietro in Guarano, Santo Stefano di Rogliano, Scigliano

### Giudice di pace di Montalto Uffugo
Lattarico, Montalto Uffugo, Rota Greca, San Benedetto Ullano, San Martino di Finita, San Vincenzo La Costa

### Giudice di pace di San Giovanni in Fiore[4]
San Giovanni in Fiore

### Giudice di pace di San Marco Argentano
Cervicati, Cerzeto, Fagnano Castello, Malvito, Mongrassano, Roggiano Gravina, San Marco Argentano, Santa Caterina Albanese, Torano Castello

### Giudice di pace di Spezzano della Sila
Casole Bruzio, Celico, Lappano, Pedace, Rovito, Serra Pedace, Spezzano della Sila, Spezzano Piccolo, Trenta, Zumpano

## Tribunale di Crotone

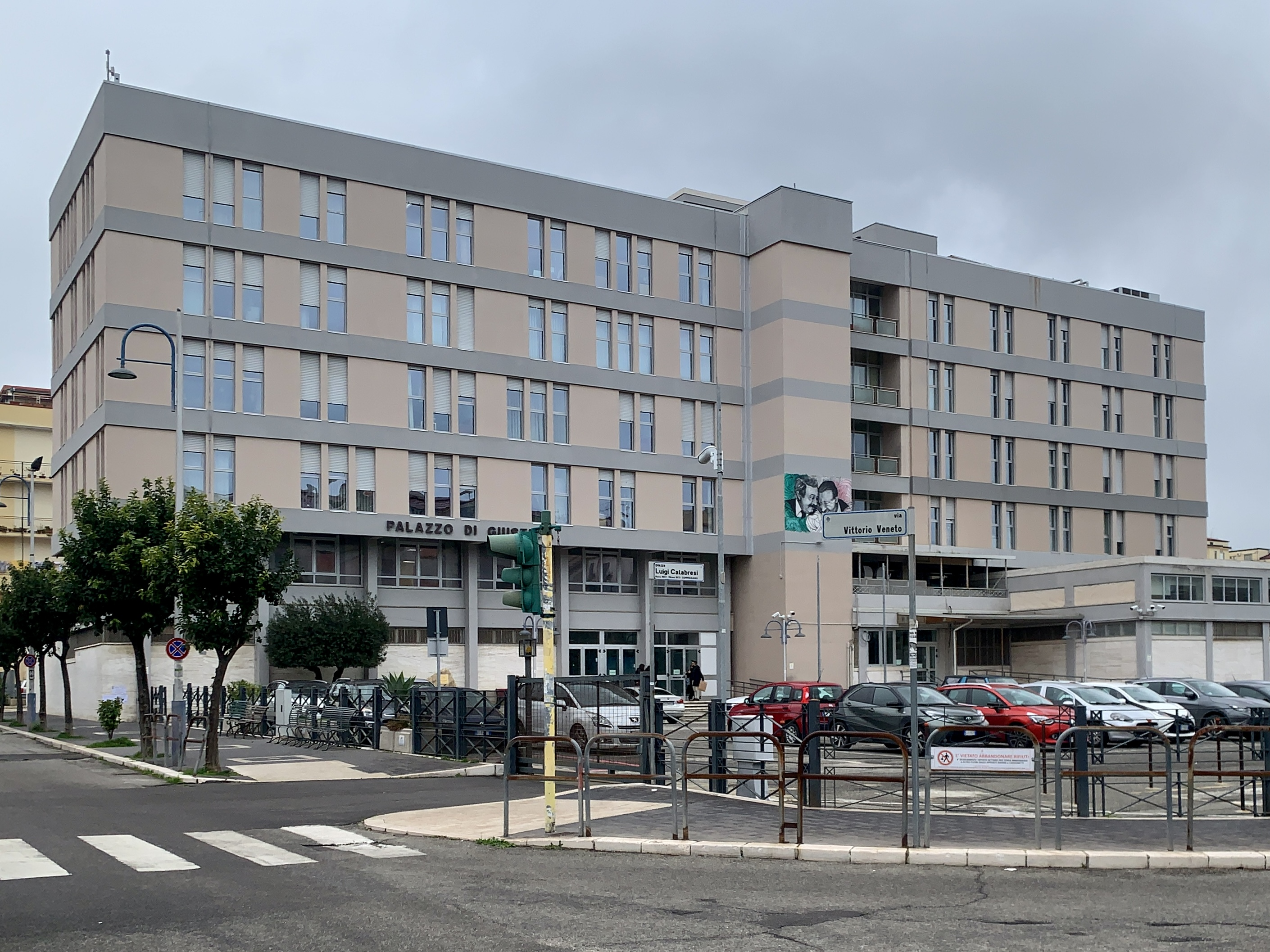
Palazzo di Giustizia, sede del tribunale di Crotone.

### Giudice di pace di Cirò
Cirò, Cirò Marina, Crucoli, Umbriatico

### Giudice di pace di Crotone
Belvedere di Spinello, Caccuri, Carfizzi, Casabona, Castelsilano, Cerenzia, Crotone, Cutro, Isola di Capo Rizzuto, Melissa, Pallagorio, Rocca di Neto, Roccabernarda, San Mauro Marchesato, San Nicola dell'Alto, Santa Severina, Savelli, Scandale, Strongoli, Verzino

### Giudice di pace di Petilia Policastro
Cotronei, Mesoraca, Petilia Policastro, Petronà

## Tribunale di Lamezia Terme

### Giudice di pace di Filadelfia[4]
Filadelfia, Francavilla Angitola, Polia

### Giudice di pace di Lamezia Terme
Carlopoli, Cicala, Conflenti, Cortale, Curinga, Decollatura, Falerna, Feroleto Antico, Gizzeria, Jacurso, Lamezia Terme, Maida, Martirano, Martirano Lombardo, Motta Santa Lucia, Nocera Terinese, Pianopoli, Platania, San Mango d'Aquino, San Pietro a Maida, Serrastretta, Soveria Mannelli

## Tribunale di Paola

### Giudice di pace di Belvedere Marittimo[5]
Belvedere Marittimo, Bonifati, Buonvicino, Diamante, Maierà, Sangineto

### Giudice di pace di Paola
Acquappesa, Aiello Calabro, Amantea, Belmonte Calabro, Cetraro, Cleto, Falconara Albanese, Fiumefreddo Bruzio, Fuscaldo, Guardia Piemontese, Lago, Longobardi, Paola, San Lucido, San Pietro in Amantea, Serra d'Aiello

### Giudice di pace di Scalea
Aieta, Grisolia, Orsomarso, Praia a Mare, San Nicola Arcella, Santa Domenica Talao, Santa Maria del Cedro, Scalea, Tortora, Verbicaro

## Tribunale di Vibo Valentia

### Giudice di pace di Vibo Valentia
Acquaro, Arena, Briatico, Brognaturo, Capistrano, Cessaniti, Dasà, Dinami, Drapia, Fabrizia, Filandari, Filogaso, Francica, Gerocarne, Ionadi, Joppolo, Limbadi, Maierato, Mileto, Mongiana, Monterosso Calabro, Nardodipace, Nicotera, Parghelia, Pizzo, Pizzoni, Ricadi, Rombiolo, San Calogero, San Costantino Calabro, San Gregorio d'Ippona, San Nicola da Crissa, Sant'Onofrio, Serra San Bruno, Simbario, Sorianello, Soriano Calabro, Spadola, Spilinga, Stefanaconi, Tropea, Vallelonga, Vazzano, Vibo Valentia, Zaccanopoli, Zambrone, Zungri

## Altri organi giurisdizionali competenti per i comuni del distretto

### Sezioni specializzate
- Corti d’assise di Catanzaro e Cosenza
- Corte d'assise d'appello di Catanzaro
- Sezioni specializzate in materia di impresa presso il Tribunale e la Corte d’appello di Catanzaro
- Tribunale regionale delle acque pubbliche di Napoli
- Sezione specializzata in materia di immigrazione, protezione internazionale e libera circolazione dei cittadini dell'Unione europea presso il Tribunale di Catanzaro

### Giustizia minorile
- Tribunale per i minorenni di Catanzaro
- Corte d’appello di Catanzaro, sezione per i minorenni

### Sorveglianza
- Ufficio di sorveglianza di Catanzaro e Cosenza
- Tribunale di sorveglianza di Catanzaro

### Giustizia tributaria
- Commissione tributaria provinciale (CTP): Catanzaro, Cosenza, Crotone e Vibo Valentia
- Commissione tributaria regionale (CTR) Calabria (Catanzaro)

### Giustizia militare
- Tribunale militare di Napoli
- Corte d’appello militare di Roma

### Giustizia contabile
- Corte dei Conti: Sezione Giurisdizionale per la regione Calabria, sezione regionale di controllo per la Calabria, Procura regionale presso la sezione giurisdizionale per la Calabria (Catanzaro)[6]

### Giustizia amministrativa
- Tribunale Amministrativo Regionale per la Calabria – Catanzaro[7]

### Usi civici
- Commissariato per la liquidazione degli usi civici delle Calabrie, con sede a Catanzaro